# Insurgentes de Pueblo Yaqui
Insurgentes de Pueblo Yaqui är en ort i Mexiko.   Den ligger i kommunen Huatabampo och delstaten Sonora, i den västra delen av landet, 1 300 km nordväst om huvudstaden Mexico City. Insurgentes de Pueblo Yaqui ligger 16 meter över havet och antalet invånare är 294.
Terrängen runt Insurgentes de Pueblo Yaqui är platt. Runt Insurgentes de Pueblo Yaqui är det ganska tätbefolkat, med 72 invånare per kvadratkilometer. Närmaste större samhälle är Poblado Número Cinco, 19,3 km söder om Insurgentes de Pueblo Yaqui. Trakten runt Insurgentes de Pueblo Yaqui består till största delen av jordbruksmark.